# ポニー

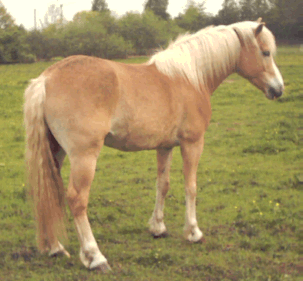
ハフリンガー

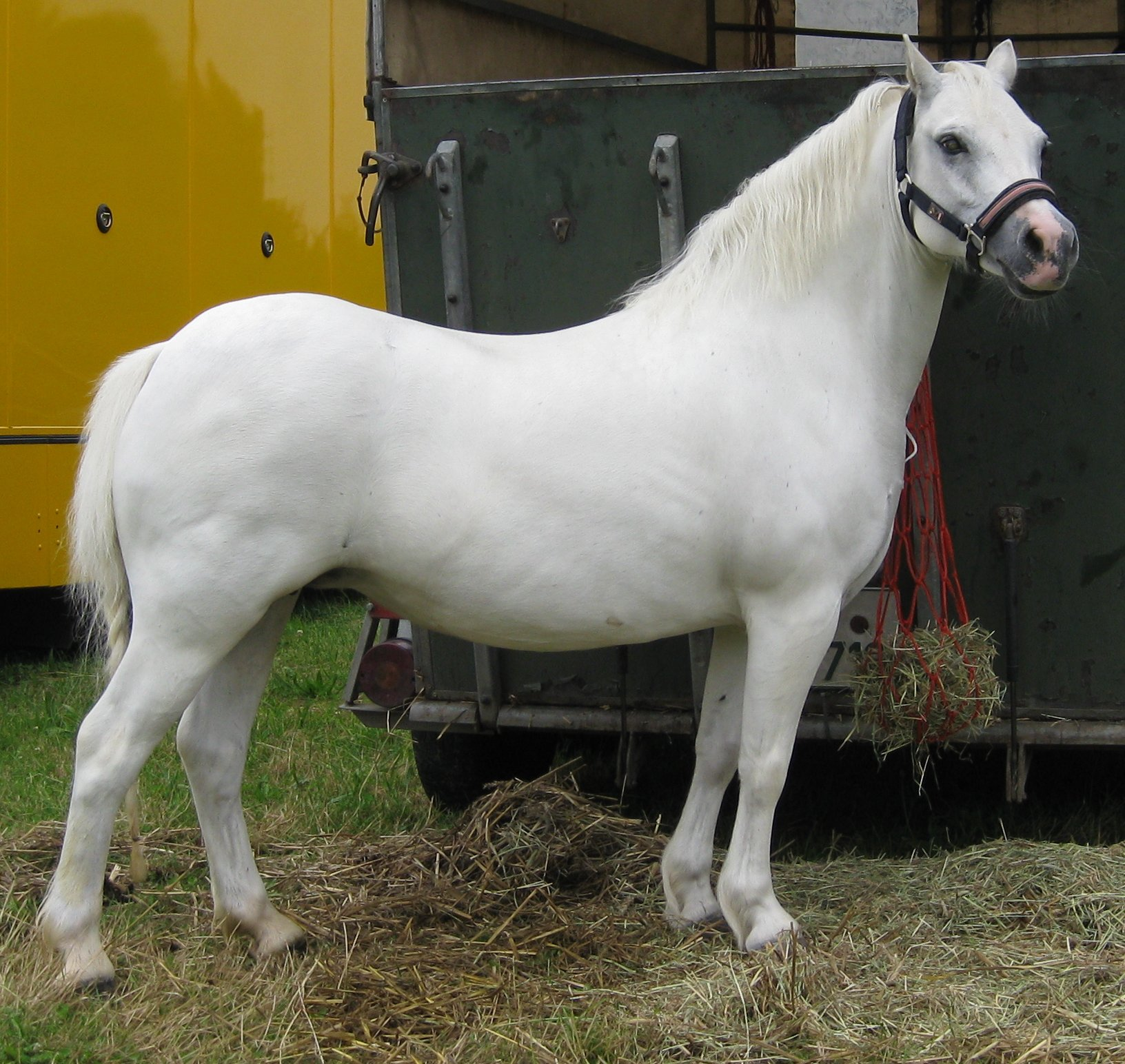
ウェルシュマウンテンポニー

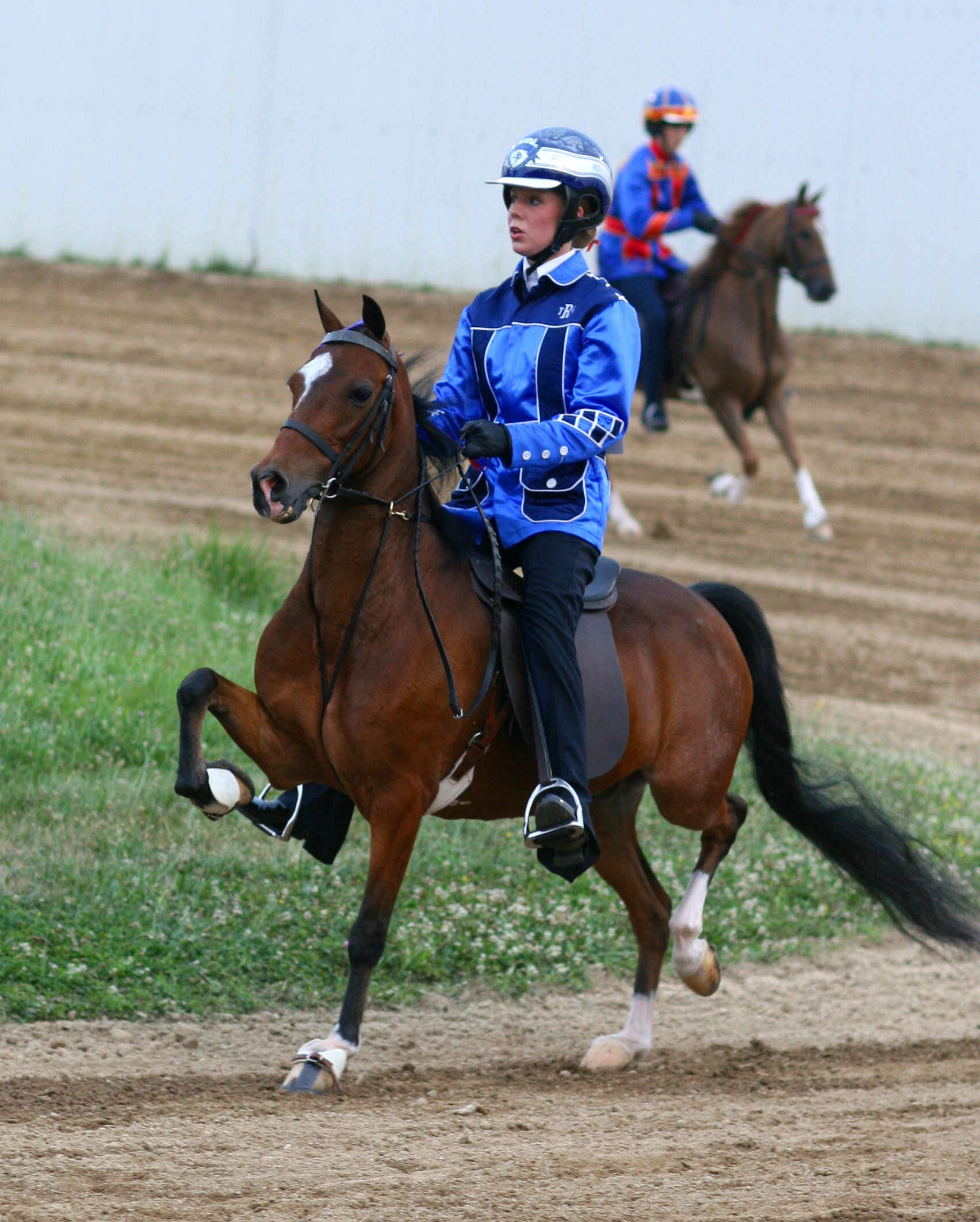
ハクニーポニー

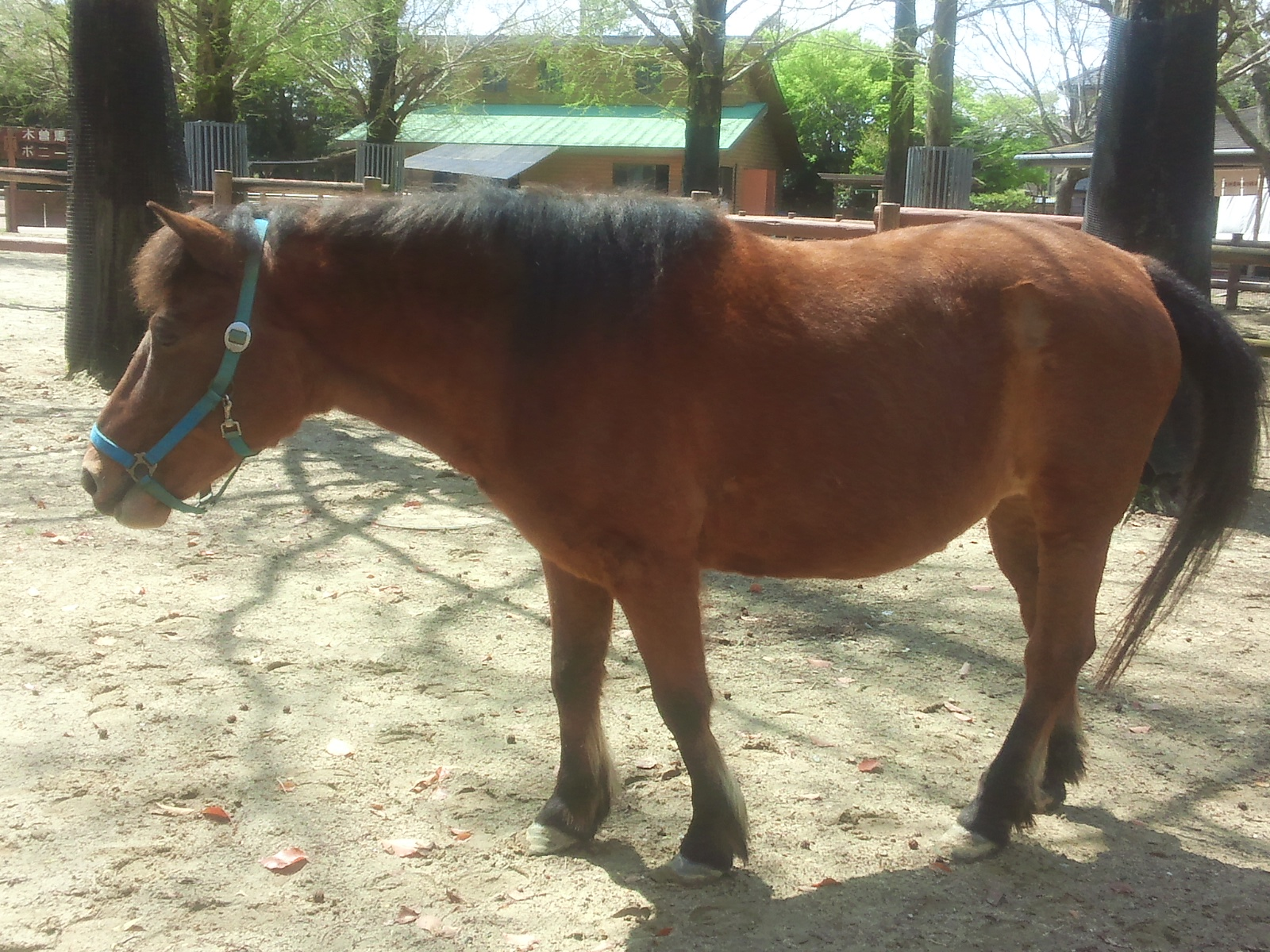
木曽馬

ポニー（pony）とは、肩までの高さが147cm以下の馬の総称。特定の品種を指すわけではなく、馬のタイプの一つであり、犬程度の大きさしかないファラベラから、日本在来の駄馬の類いや、比較的大きいコネマラポニーなどが含まれる。（ただしアラブ種のように高さ的にはポニーに相当する個体がしばしば見られるにもかかわらずポニーではなく一貫して馬と呼ばれる場合もある。）
代表的なポニーにはウェルシュマウンテンポニー、シェトランドポニー、ハクニーポニーがある。いずれも頭がよく温厚であり耐久力に優れているのが特徴である。
人を乗せた状態（平服時）で100メートルを走らせた場合でも、時速40km/hは出せる。

## 代表的なポニー

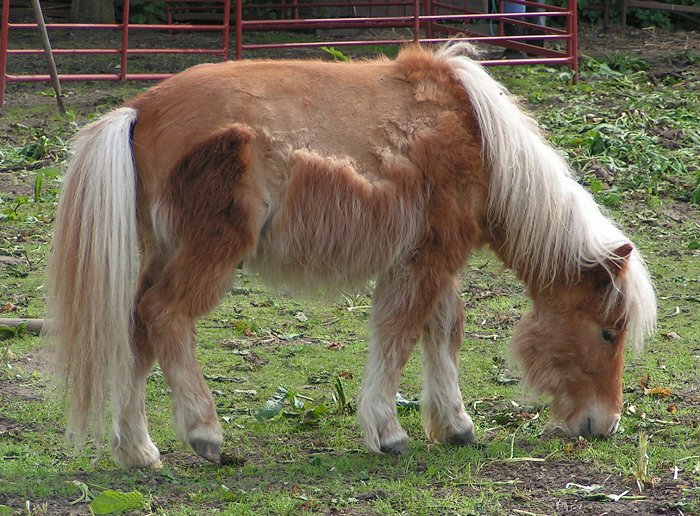
シェトランドポニー
イギリス原産、平均体高は100cm程度。主に乗馬や引き馬として使われる。
ウェルシュマウンテンポニー
イギリス原産、平均体高は120cm弱。主に乗馬、ショー用として使われる。
ハクニーポニー
イギリス原産、体高は130cm半ば。馬車用としても使われる。
ハフリンガー
オーストリア原産、平均体高は130cm強。主に乗馬や引き馬として使われる。
ゴトランド
スウェーデン・ゴトランド島原産。体高は120-122cm。乗馬。
コネマラ
アイルランド・コナハト地方原産。体高は130-140cm。四肢は短く骨太。乗馬、輓用、農耕用。
ファラベラ
アルゼンチン原産、シェトランドポニーを改良したもの。体高70cm程度であり、成馬で40cmの個体も存在する。あまりに小さいため乗馬には使えず、ペット、盲導馬。
ミニチュアホース
アメリカ原産、原種はファラベラ、体高は80cm程度。用途はペット、盲導馬。
モウコノウマ（蒙古馬）
モンゴル(蒙古)原産、体高は130cm内外。軍馬、遊牧用。シマウマ以外で野生群が残る唯一の馬種。
木曽馬
日本原産、体高は130cm強。元は運搬用、農業用の駄馬とされていたが現在は乗馬に使われる。
済州馬（チョランマル）
韓国・済州島の在来馬で、ルーツは果下馬と蒙古馬の混血。チョランマルのマルはモンゴル語で馬の意。元朝クビライ・カアンの時代に、高麗を侵略し、済州島で戦闘馬を育てたのが始まりで、土着の馬と交配しながらチョランマルになった。済州島では在来馬による競馬が実施されている。

## ピットポニー
産業革命期のイギリスやオーストラリアでは、何千頭ものポニーが炭鉱の地下深くで働いていた。炭鉱が大規模化し、児童労働・女性労働が社会問題になるにつれ、置き換わるようにポニーの数は増えていった。炭鉱で働くポニーはピットポニーと呼ばれ、多くはシェトランドポニーの騸馬もしくは雄馬であり、肩高120センチ程度で暗闇に適応し、1日8時間程度の労働に従事した。20年近く働いたピットポニーもいたが、多くのピットポニーは短命であり、中には地下で産まれ、一生太陽光を浴びることなく死ぬピットポニーもいた。
19世紀になって、動物福祉運動の高まりとともに、ピットポニーの扱いに社会の関心が向くようになった。1887年の炭鉱規制法から、ゆっくりとだがピットポニーの保護が進み始め、1911年にピットポニーの管理規定が立法化された。1913年のイギリスでは約7万頭のピットポニーが地下に存在していたが、徐々に機械に置き換わりその数を減らしていった。最後のピットポニーが引退したのは1999年のことだった。

## 人との関係
イスラム教の教えで犬の唾が浮上とされ盲導犬を使いたくない人向けに、盲導馬（盲導ポニー）を使う。寿命が犬の12歳より長い30歳以上まで務めるなどのメリットもあるが、値段が高く世話が犬よりかかるなどのデメリットもある。